# In die Sonne schauen
Pour plus de détails, voir Fiche technique et Distribution.
In die Sonne schauen, également connu sous son titre anglais Sound of Falling, est un film dramatique et historique allemand réalisé par Mascha Schilinski, sorti en 2025.
Le film décrit, avec divers sauts dans le temps, un flux de souvenirs associatifs de la vie de quatre filles qui vivent ou ont vécu dans une ferme d'Allemagne de l'Est sur une période d'environ 100 ans jusqu'à aujourd'hui. Au fil de l'intrigue, les frontières entre les personnages s'estompent. Les rôles principaux sont tenus par Hanna Heckt, Lena Urzendowsky, Lea Drinda, Laeni Geiseler et Susanne Wuest. L'œuvre sera présentée en avant-première dans le cadre du Festival de Cannes en mai 2025. Une sortie en Allemagne est prévue à partir de septembre de la même année.

## Fiche technique
- Titre original : In die Sonne schauen[1],[2]
- Réalisation : Mascha Schilinski
- Scénario : Mascha Schilinski et Louise Peter
- Photographie : Fabian Gamper
- Montage : Evelyn Rack (de)
- Son : Billie Mind[3]
- Musique : Michael Fiedler, Eike Hosenfeld
- Production : Lucas Schmidt, Lasse Scharpen, Maren Schmitt
- Sociétés de production : Studio Zentral, ZDF
- Société de distribution : Diaphana (France)[4]
- Format : couleur
- Pays de production :  Allemagne
- Langue originale : allemand
- Genre : drame historique
- Durée : 149 minutes
- Dates de sortie : 
  - France : 14 mai 2025 (Festival de Cannes 2025) ; 7 janvier 2026 (sortie nationale)[4]
  - Allemagne : 11 septembre 2025 (sortie nationale)[5]

## Distribution
- Luise Heyer : Christa
- Lena Urzendowsky : Angelika
- Claudia Geisler-Bading : Irm
- Lea Drinda : Erika
- Hanna Heckt : Alma
- Lucas Prisor : Hannes
- Laeni Geiseler : Lenka
- Florian Geißelmann : Rainer
- Andreas Anke : Albat
- Susanne Wuest : Emma
- Gode Benedix : Max
- Bärbel Schwarz : Berta
- Konstantin Lindhorst : Uwe
- Ninel Geiger : Kaya
- Luzia Oppermann : Trudi

## Distinctions

### Récompense
- Festival de Cannes 2025 : Prix du jury

### Sélections
- Festival de Cannes 2025 : sélection officielle, en compétition